# Ross Hagen
Ross Hagen est un acteur, producteur, réalisateur, scénariste et compositeur américain né le 21 mai 1938 à Williams, Arizona (États-Unis), et mort le 7 mai 2011 à Brentwood (Los Angeles).

## Biographie
Ross Hagen est connu en France dans les années 1960, avec la série Daktari.

## Filmographie

### Comme acteur
- 1967 : The Hellcats (en) : Monte Chapman
- 1967 : Gunfight in Abilene : Civil War P.O.W.
- 1967 : Les Mystères de l'Ouest (The Wild Wild West), (série TV) - Saison 3 épisode 14, La Nuit de la Main d'acier (The Night of the Iron Fist), de Marvin J. Chomsky : Gabe Kelso
- 1968 : The Mini-Skirt Mob (en) de Maury Dexter  : Jeff Logan
- 1968 : À plein tube (Speedway) : Paul Dado
- 1966 : Daktari (Daktari) (série TV) : Bart Jason (1968-1969)
- 1969 : Mark of the Gun
- 1969 : The Devil's 8 (en) : Frank Davis
- 1969 : The Sidehackers (Five the Hard Way) : Rommel
- 1971 : Cannon (TV) : Red Dunleavy
- 1971 : L'Organisation (The Organization) : Chet
- 1972 : Angels' Wild Women (en)  d'Al Adamson : Speed
- 1972 : Melinda : Gregg Van
- 1973 : Pushing Up Daisies : Maddux
- 1973 : Wonder Women : Mike Harber
- 1973 : Bad Charleston Charlie (en) : Charlie Jacobs
- 1975 : Supercock (en) : Seth Calhoun
- 1978 : Night Creature (en) : Ross
- 1984 : Angel : Urban cowboy
- 1985 : Avenging Angel (en) : Ray Mitchell
- 1986 : The Phantom Empire : Cort Eastman
- 1986 : Armés pour répondre (Armed Response) : Cory Thorton
- 1987 : Commando Squad : Cowboy
- 1988 : Warlords : Beaumont
- 1988 : B.O.R.N. : Buck Cassidy
- 1988 : Prison Ship : Bantor
- 1989 : Marked for Murder (en) (vidéo) : Tyrell
- 1989 : Alienator : Kol
- 1989 : La Cavale infernale (Action U.S.A.) : Drago
- 1990 : Blood Games : Midnight
- 1990 : Click: The Calendar Girl Killer : Jack
- 1992 : The Media Madman : The Warden
- 1993 : Time Wars : Tomahawk
- 1994 : Dinosaur Island : Capt. Jason Briggs
- 1995 : Rebellious : Fred
- 1995 : Attack of the 60 Foot Centerfolds : Truck Driver
- 1995 : Midnight Tease II : John Donnelly
- 1995 : Hard Bounty : Sheriff
- 1995 : Hart to Hart: Secrets of the Hart (TV)
- 1995 : Bikini Drive-In : Harry
- 1995 : Les Yeux du désir (Virtual Desire) : Crank
- 1995 : Droid Gunner : Barman
- 1996 : Sexual Roulette : Marty
- 1996 : Over the Wire : Détective Jackson
- 1996 : Fugitive Rage (vidéo) : Ryker
- 1997 : Night Shade : Détective Crank
- 1997 : The Elf Who Didn't Believe : Joe Rollins
- 1997 : Invisible Dad (vidéo) : Stillwell
- 1998 : Storm Trooper : McCleary
- 1998 : Rêves défendus (Illicit Dreams 2) : Brady
- 1998 : L'Enfant de la jungle (Jungle Boy) : Sabre (voix)
- 1999 : The Escort III (vidéo) : Détective Crank Gabovsky
- 1999 : The Kid with X-ray Eyes : Patterson
- 2000 : Inviati speciali
- 2000 : Sideshow : Sheriff
- 2005 : Murder on the Yellow Brick Road : Elwood Dick

### Comme producteur
- 1969 : Five the Hard Way
- 1973 : Pushing Up Daisies
- 1973 : Wonder Women
- 1973 : Bad Charleston Charlie
- 1975 : Supercock
- 1978 : Night Creature
- 1985 : Reel Horror
- 1989 : La Cavale infernale (Action U.S.A.)
- 1990 : Click: The Calendar Girl Killer

### Comme réalisateur
- 1979 : Gant d'acier (The Glove (en))
- 1982 : Jane
- 1985 : Reel Horror
- 1988 : B.O.R.N.
- 1990 : Click: The Calendar Girl Killer
- 1992 : The Media Madman
- 1993 : Time Wars
- 2005 : Murder on the Yellow Brick Road

### Comme scénariste
- 1973 : Pushing Up Daisies
- 1973 : Bad Charleston Charlie
- 1975 : Supercock
- 1988 : B.O.R.N.
- 1990 : Click: The Calendar Girl Killer
- 1992 : The Media Madman
- 1993 : Time Wars
- 2005 : Murder on the Yellow Brick Road

### Comme compositeur
- 1993 : Time Wars